# Sleepwalker
Sleepwalker är en svensk skräckfilm från 2000 i regi av Johannes Runeborg.

## Handling
Sleepwalker är en skräckfilm om en man spelad av Ralph Carlsson som plötsligt en dag vaknar upp och upptäcker att hela hans familj är borta. Det uppdagar sig snart för honom att han kan ha gjort något hemskt i sömnen.

## Om filmen
Sleepwalker är regisserad av Johannes Runeborg med manus av Johan Brännström. I rollerna bland andra Ralph Carlsson, Tuva Novotny och Anders Palm.

## Rollista (i urval)
- Ralph Carlsson - Ulrik Hansson
- Anders Palm - kriminalkommissarie Lennart Levin
- Ewa Carlsson - Monika Hansson, Ulriks fru
- Tuva Novotny - Saga Hansson, Ulriks och Monikas dotter
- Donald Högberg-  doktor Christian
- Fredrik Hammar - Levins kollega
- Mats Rudal - Fredrik Källbrandt
- Sylvia Rauan - Helen Källbrandt, Fredriks fru
- Christoffer Edström-  Erik, Ulriks och Monikas son
- Silke Laurén - Linn, Ulriks och Monikas dotter
- Toivo Tolonen - Roger, Fredriks och Helens son
- Aina Lesse - Maria, Fredriks och Helens dotter
- Peter Tägtgren - Man i sjukhussäng